# 卡梅里
卡梅里（義大利語：Cameri），是意大利诺瓦拉省的一个市镇。总面积39平方公里，人口10862人，人口密度278.5人/平方公里（2009年）。ISTAT代码为003032。

## 友好城市
- 瑞典文奈斯 2003年